# سعيدي يانكو
سعيدي يانكو (22 أكتوبر 1995 بزيورخ في سويسرا - ) هو لاعب كرة قدم سويسري في مركز الظهير. شارك مع منتخب سويسرا تحت 19 سنة لكرة القدم ومنتخب سويسرا تحت 20 سنة لكرة القدم ومنتخب سويسرا تحت 21 سنة لكرة القدم. أما مع النوادي، فقد لعب مع بولتون واندررز ومانشستر يونايتد ونادي سلتيك.

## وصلات خارجية
- سعيدي يانكو على موقع الاتحاد الأوربي (الإنجليزية)
- سعيدي يانكو على موقع قاعدة بيانات كرة القدم.إي يو (الإنجليزية)
- سعيدي يانكو على موقع ليكيب (الفرنسية)
- سعيدي يانكو على موقع ناشيونال فوتبول تيمز (الإنجليزية)
- سعيدي يانكو على موقع Soccerbase.com (لاعب) (الإنجليزية)
- سعيدي يانكو على موقع Soccerway.com (الإنجليزية)
- سعيدي يانكو على موقع عالم كرة القدم.نت (الإنجليزية)
- سعيدي يانكو على موقع AS.com (الإسبانية)